# ファーストアイランド
ファーストアイランド（英: First Island）とは、アイルランド生産・イギリス調教の競走馬である。主な勝ち鞍は、1996年プリンスオブウェールズステークス(G2)、サセックスステークス、香港国際カップ(G2)、1997年のロッキンジーステークス。

## 戦績

### 2歳時(1994年)
8月26日にニューマーケット競馬場で行われた未勝利戦でデビューするも9着に敗れ、この一戦のみで2歳シーズンを終えた。

### 3歳時(1995年)
5月23日にグッドウッド競馬場で行われた未勝利戦で勝利すると続く一般競走も連勝し、初重賞のG3ジャージーステークスに挑むも3着に敗れる。その後は条件戦やリステッド競走に4度出走するも勝利を挙げるこはできず、3歳シーズンを終えた。

### 4歳時(1996年)
3月21日にドンカスター競馬場で行われたリステッド競走で勝利を収めたものの、続くG3アールオブセフトンステークスを3着、G2サンダウンマイルを5着に敗れる。しかし、次走のヨーク競馬場で行われたリステッド競走を勝利すると、続くG2プリンスオブウェールズステークスでは1番人気のピルサドスキーを最後の直線で競り落とすとそのまま後続勢を1馬身差で抑えて勝利、初の重賞制覇を飾った。次走はG1サセックスステークスに出走。直線では狭いスペースを突いて先頭を捕らえると、最後は2着に1馬身差をつけて優勝、初のG1タイトルを獲得した。続くインターナショナルステークスでも2着に入って健闘。次走のクイーンエリザベス2世ステークスではマークオブエスティームとボスラシャムに次ぐ3着に入った。続くチャンピオンステークスは5着に凡走したものの、香港に遠征して挑んだ年末の香港国際カップでは、2着のニュ―ジーランド調教馬シ―スカイに4分の3馬身差をつけて優勝、欧州馬として初めて同レースを制した。2008年に引退したジェフ・ラッグ調教師は、香港でのファーストアイランドの勝利を「非常に特別な日」だったと述懐した。

### 5歳時(1997年)
4月25日に行われたG2サンダウンマイルでは2着に敗れたものの、次走のロッキンジステークスではスピニングワールドに続く2番人気に支持され、レースではアリロイヤルに1馬身半差をつけて優勝。前年のサセックスステークスに続いてG1 2勝目を挙げた。しかし、次走のロイヤルアスコット開催に向けてトレーニングを積んでいた最中の6月5日、右脚に螺旋骨折を負っていたことが判明した。この怪我により競走馬としてのキャリアは断たれた。種牡馬としてのキャリアをスタートさせるべく、患部への手術が施されたがその後に疝痛を発症、6月中旬頃に安楽死の処置が施された。ファーストアイランドの記念碑は、ニューマーケット競馬場のアビントンプレイスの芝生中央に設置された。